# Marc Berthod
Marc Berthod (* 24. November 1983 in St. Moritz) ist ein ehemaliger Schweizer Skirennfahrer. Sein Onkel ist der ehemalige Skirennfahrer René Berthod. Seine jüngere Schwester Pascale war ebenfalls Skirennfahrerin.

## Biografie
Nach dem Besuch der Sportmittelschule in Davos konzentrierte sich Berthod vollends auf den alpinen Skisport. Seit 2004 gehörte er als Profi dem schweizerischen B-Kader an. Im Jahr 1996 gewann er den Riesenslalom des Whistler Cups. Erste grössere internationale Erfolge feierte er bei Juniorenweltmeisterschaften. 2002 wurde er in Sella Nevea Juniorenvizeweltmeister im Slalom. Im Jahr darauf gewann er in Montgenèvre den Juniorenweltmeistertitel im Slalom und wurde in der Abfahrt Dritter.
Seit Januar 2003 nahm Berthod regelmässig an den Rennen um den Skiweltcup teil. Bei seiner ersten Olympiateilnahme 2006 in Turin wurde er auf Anhieb Siebter in der Kombination. Am 30. November 2006 erzielte er in der Super-Kombination von Beaver Creek den 2. Platz. Am 7. Januar 2007 gewann er mit Startnummer 60 und nach dem 27. Rang im Ersten Durchgang mit Laufbestzeit im Zweiten Durchgang überraschend den Slalom von Adelboden vor 15.000 Zuschauern. Er sorgte damit für den ersten Weltcup-Sieg der Schweizer Herrenmannschaft seit 103 Rennen und gleichzeitig für den ersten Sieg seit 1999 der Herren im Slalom. Bei den Weltmeisterschaften 2007 in Åre gewann er die Bronzemedaille in der Super-Kombination. Ebenfalls Bronze holte er mit der Schweizer Mannschaft im Mannschaftswettbewerb hinter Weltmeister Österreich und Schweden.
Den zweiten Weltcupsieg feiert Berthod am 5. Januar 2008 wiederum in Adelboden, diesmal im Riesenslalom. Ab dem nächsten Winter konnte er im Weltcup aber nicht mehr an seine früheren Ergebnisse anschliessen; nur noch selten erreichte er Platzierungen unter den besten zehn. Bei den Weltmeisterschaften 2009 in Val-d’Isère wurde er Zehnter im Riesenslalom, bei den Olympischen Winterspielen 2010 in Vancouver erzielte er lediglich Platz 29. Bei den Weltmeisterschaften 2011 in Garmisch-Partenkirchen wurde er 21. im Riesenslalom.
Im Dezember 2014 stürzte er in einem Training und fiel mit einer schweren Knieverletzung aus. Als er im 2016 endlich zwei Wochen „einsatzfähig“ war, war er zuerst ernüchtert von der Weltcup-Kombinationsabfahrt in Wengen nach Hause gefahren und dann bei einer Aufbau-Fahrt am 27. Januar 2016 im Europacup erneut gestürzt: Er erlitt beim Sturz in Davos eine Gehirnerschütterung und Schulterverletzungen, dazu Fraktur eines Halswirbelvorsatzes, mehrere Rippenbrüche und eine Lungenprellung. Am 22. September 2016 gab Berthod seinen Rücktritt vom Skisport bekannt.
Berthod ist Athletenbotschafter der Entwicklungshilfeorganisation Right to Play. Seit Beginn der Saison 2017/18 ist er beim Schweizer Fernsehen als Co-Kommentator tätig, 2023 wurde er Leiter Sport am Sport-Gymnasium Davos.

## Erfolge

### Olympische Spiele
- Turin 2006: 7. Kombination, 14. Slalom, 17. Riesenslalom
- Vancouver 2010: 29. Riesenslalom

### Weltmeisterschaften
- St. Moritz 2003: 25. Kombination
- Åre 2007: 3. Super-Kombination, 3. Mannschaftswettbewerb, 11. Riesenslalom
- Val-d’Isère 2009: 10. Riesenslalom
- Garmisch-Partenkirchen 2011: 21. Riesenslalom
- Schladming 2013: 25. Super-Kombination

### Weltcupwertungen
| Saison  | Gesamt | Gesamt | Abfahrt | Abfahrt | Super-G | Super-G | Riesenslalom | Riesenslalom | Slalom | Slalom | Kombination | Kombination |
| Saison  | Platz  | Punkte | Platz   | Punkte  | Platz   | Punkte  | Platz        | Punkte       | Platz  | Punkte | Platz       | Punkte      |
| ------- | ------ | ------ | ------- | ------- | ------- | ------- | ------------ | ------------ | ------ | ------ | ----------- | ----------- |
| 2004/05 | 97.    | 36     | –       | –       | –       | –       | 35.          | 36           | –      | –      | –           | –           |
| 2005/06 | 71.    | 78     | –       | –       | –       | –       | 34.          | 34           | 43.    | 26     | 32.         | 18          |
| 2006/07 | 8.     | 591    | –       | –       | 36.     | 15      | 22.          | 52           | 6.     | 322    | 2.          | 202         |
| 2007/08 | 21.    | 411    | –       | –       | 43.     | 7       | 7.           | 249          | 21.    | 131    | 36.         | 24          |
| 2008/09 | 62.    | 111    | 54.     | 4       | 37.     | 13      | 21.          | 94           | –      | –      | –           | –           |
| 2009/10 | 63.    | 112    | –       | –       | 17.     | 79      | 37.          | 33           | –      | –      | –           | –           |
| 2010/11 | 61.    | 125    | –       | –       | –       | –       | 18.          | 100          | 53.    | 10     | 33.         | 15          |
| 2011/12 | 106.   | 32     | –       | –       | –       | –       | 35.          | 32           | –      | –      | –           | –           |
| 2012/13 | 89.    | 42     | –       | –       | –       | –       | 43.          | 10           | –      | –      | 13.         | 32          |
| 2013/14 | 112.   | 19     | 50.     | 5       | –       | –       | –            | –            | –      | –      | 27.         | 14          |
| 2014/15 | 122.   | 16     | 52.     | 10      | 51.     | 6       | –            | –            | –      | –      | –           | –           |

### Weltcupsiege
- 5 Podestplätze in Einzelrennen, davon 2 Siege:

| Datum          | Ort       | Land    | Disziplin    |
| -------------- | --------- | ------- | ------------ |
| 7. Januar 2007 | Adelboden | Schweiz | Slalom       |
| 5. Januar 2008 | Adelboden | Schweiz | Riesenslalom |

- 2 Podestplätze bei Mannschaftswettbewerben

### Juniorenweltmeisterschaften
- Sella Nevea 2002: 2. Slalom
- Briançonnais 2003: 1. Slalom, 3. Abfahrt, 6. Super-G

### Weitere Erfolge
- 3 Schweizer Meistertitel (Riesenslalom 2005 und 2007, Kombination 2006)
- Jeweils 1 Podestplatz im Europa- und Nor-Am Cup
- 5 Siege in FIS-Rennen